# Michiel Coxcie

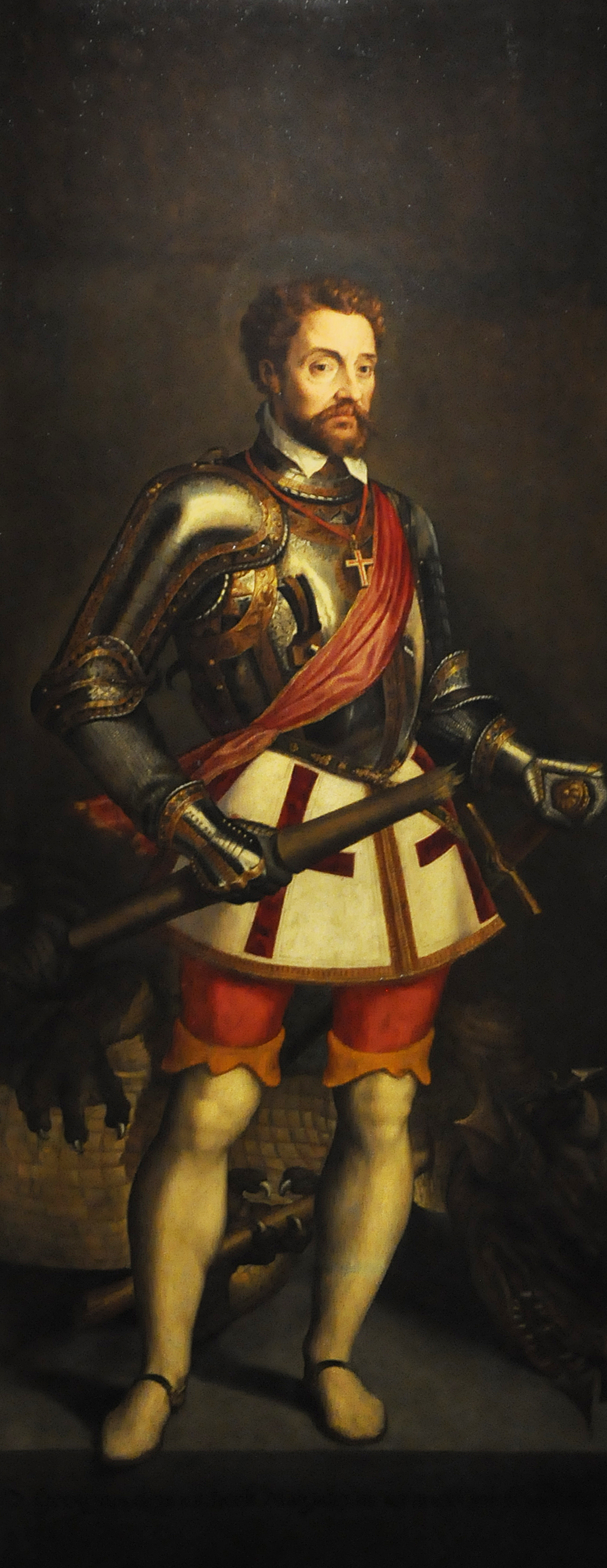
Selbstporträt von Michiel Coxcie

Michiel Coxcie (* 5. März 1499 in Mechelen; † 10. März 1592 ebenda) war ein flämischer Maler.

## Leben
Michiel Coxcie war zuerst ein Schüler von Bernard van Orley in Brüssel. Dann ging er nach Italien und erhielt dort 1531 von Kardinal Wilhelm III. von Enckenvoirt in Rom den Auftrag, die Fresken der Barbarakapelle in der Kirche Santa Maria dell’Anima zu malen. Diese Arbeit führte er im Stil Raffaels aus. 1539 kehrte er nach Mechelen zurück und wurde Mitglied in der dortigen Lukasgilde. Nach van Orleys Tod 1541 wurde er Hofmaler der Regentin Maria von Ungarn, für die er das Schloss von Binche dekorierte. Daraufhin förderte ihn auch Kaiser Karl V. Er wurde ferner Hofmaler Philipps II. von Spanien, nachdem er für diesen ein berühmtes Altarwerk der Brüder van Eyck in Gent, Die Anbetung des Lammes, kopiert hatte. Auch der Herzog von Alba ließ Coxcie seinen Schutz angedeihen und nahm ihn einmal vor Beleidigungen durch spanische Soldaten in Mechelen in Schutz.
93-jährig starb er an den Folgen eines Sturzes von der Treppe des Antwerpener Stadthauses, wo er mit Wandmalereien beschäftigt war.
Coxcie war ein sehr produktiver Maler. In seinem Werk finden sich Porträts, Historienbilder, kirchliche Tafelbilder und Fresken. In seinen religiösen Darstellungen verband Coxcie flämischen Realismus mit der Formenwelt Raffaels. Auch stellte er Entwürfe für Glasgemälde und Teppiche her.

## Familie
Er heiratete im Jahr 1539 in Italien Ida van Hasselt († 1569). Das Paar hatte drei Kinder: Tochter Anna (* um 1547, † um 1595), Sohn Raphael (* um 1540; † 1616) und Sohn Willem (* nach 1540, † vor dem 24. 10. 1597). Beide Söhne waren ebenfalls Maler, Tochter Anna soll Bildhauerin gewesen sein.
Raphael heiratete in erster Ehe Johanna von Bekerke († 1577), in zweiter Ehe Elisabeth Cauthals († vor 1582) und in dritter Ehe Anna Jonghelincx.
Nach dem Tod seiner ersten Frau heiratete Michiel Coxcie 1569 Johanna van Schelle. Das Paar hatte drei Kinder: Michael (Michiel II.; geb. nach 1569, beerdigt am 2. 9. 1616), Konrad und Anna. Michiel II. war ebenfalls Maler; er heiratete am 29. 6. 1598 Maria Sillevoorts. Die Witwe von Michiel Coxcie heiratete später Philipp van Roy.

## Werke
- Kopie der Kreuzabnahme (Rogier van der Weyden) im Bode-Museum
- Kopie des Genter Altars von Hubert van Eyck und Jan van Eyck, teilweise im Bode-Museum
- Bildteppiche im Krakauer Wawel-Schloss
- Triptychon der Kreuzigung Christi in der St. Jakob (Gent)[1]